# Словникова метрика на групі
Словникова метрика — спосіб задавати відстані на скінченнопородженій групі.

## Побудова
Якщо вибрано та зафіксовано скінченну систему твірних {\displaystyle F} у скінченнопородженій групі {\displaystyle \Gamma }, то відстань між елементами {\displaystyle g} і {\displaystyle h} — це найменша кількість твірних і обернених до них, у добуток яких розкладається частка {\displaystyle g^{-1}h}.

## Властивості
- Словникова метрика лівоінваріантна; тобто зберігається при множенні зліва на фіксований елемент групи.
  - Для неабелевих груп вона, загалом, не є правоінваріантною.
- Словникова метрика збігається з відстанню у графі Келі для тієї ж системи твірних.
- Словникова метрика не зберігається при заміні системи твірних, проте вона змінюється квазіізометрично (в даному випадку це те саме, що біліпшицевим чином). Тобто для деяких констант {\displaystyle C_{1},C_{2}} має місце:
{\displaystyle \forall g,h\in G\quad {\frac {1}{C_{1}}}d_{2}(g,h)\leq d_{1}(g,h)\leq C_{2}d_{2}(g,h).} .

- Зокрема це дозволяє застосовувати за допомогою словникової метрики до групи геометричні поняття, що зберігаються при квазіізометрії. Наприклад, говорити про ступінь зростання групи (поліноміальний, експоненційний, проміжний) і про її гіперболічність.

## Варіації та узагальнення
Аналогічно словникову метрику можна побудувати на довільній групі (не обов'язково скінченнопородженій), при цьому стає необхідно брати нескінченну систему твірних і багато описаних властивостей перестають виконуватися.